# Potěmkinova vesnice

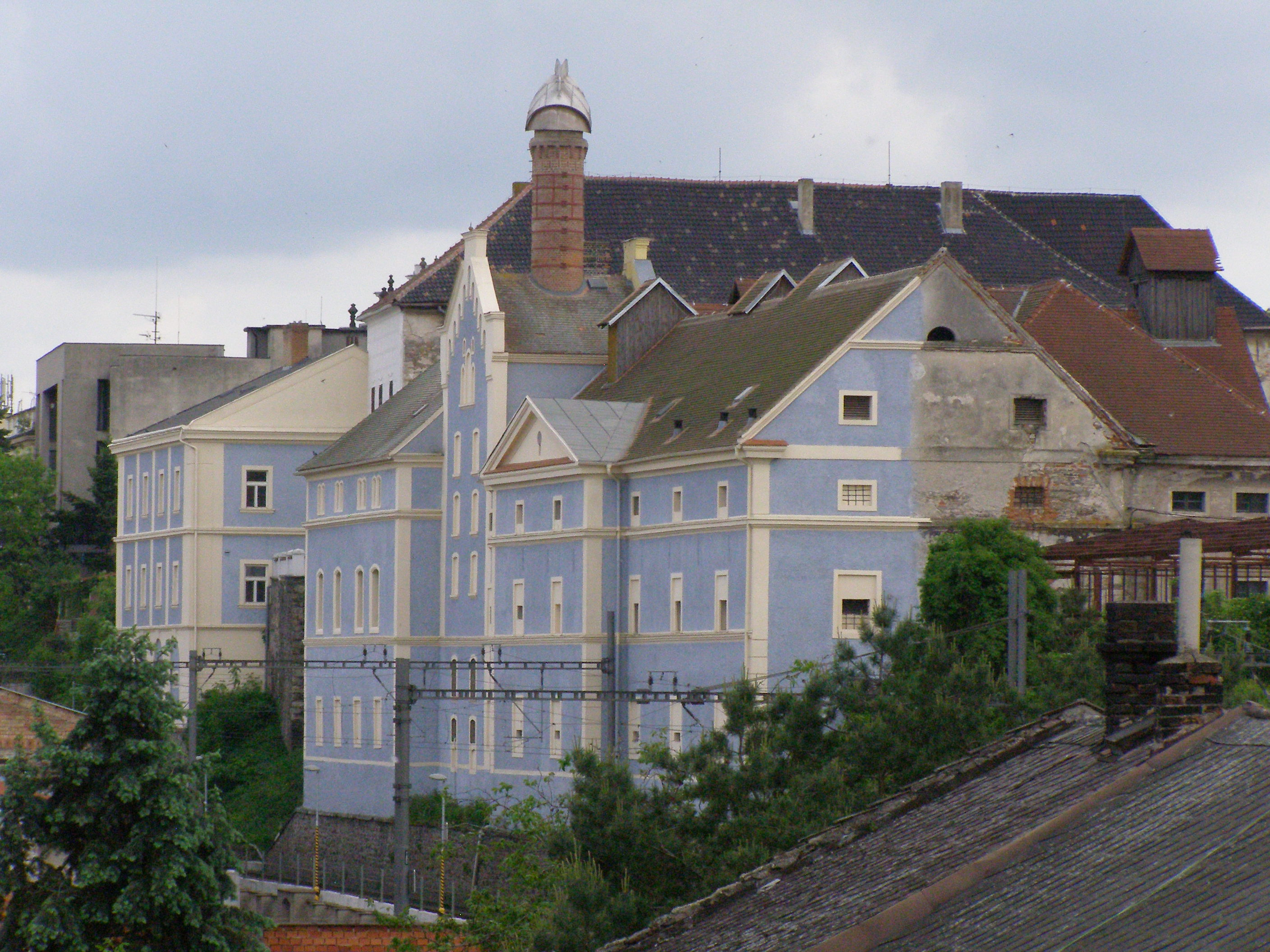
Díky nově natřené fasádě vypadá z nejviditelnější strany celá budova jako po rekonstrukci (pivovar a zámek v Kolíně). Zámek leží nad hlavním železničním koridorem, takže jediná možnost opravy byla v době, kdy probíhala modernizace trati. V té době však město Kolín nemělo dostatek financí na celkovou opravu zámku

Potěmkinovy vesnice (stavění Potěmkinových vesnic) je slovní spojení označující snahu vykreslit něco lépe, než tomu ve skutečnosti je – falešně přikrášlit skutečnost a zastírat pravdivý stav věcí.
Příkladem mohou být minulé i současné ekonomiky hlásící se k myšlenkám socialismu – např. i bývalé socialistické Československo, které na odiv vystavovalo některé své úspěchy, často bylo mnoho prvků národního hospodářství však nastaveno tak, aby se vytvořil dojem bohatší země (například záporná daň z obratu). Podobně se postupovalo i v jiných oblastech (rekonstrukce center měst apod.) a i v dalších socialistických zemích.

## Původ

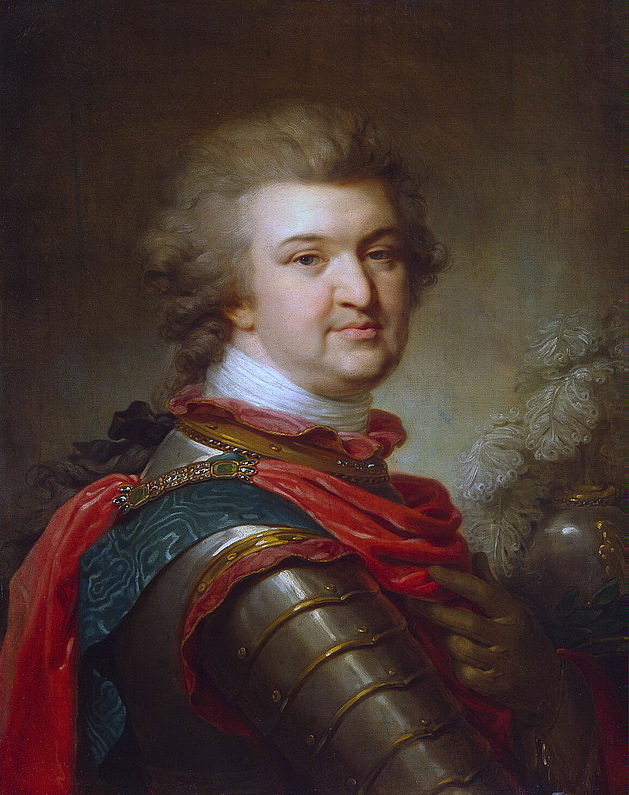
Kníže Grigorij Alexandrovič Potěmkin

Cesta Kateřiny II. na Krym v roce 1787, na níž ji doprovázel i rakouský císař Josef II., byla součástí diplomatických příprav na rusko-rakouskou válku proti Osmanské říši, současně se mělo rakouskému císaři a početnému doprovodu cizích diplomatů z nejrůznějších zemí ukázat bohatství a moc Ruska. Carský výlet na Krym se připravoval několik let. Na každém místě, kde měla carevna nocovat, byl postaven skvělý palác, vyspraveny cesty, opravovány fasády atd. 
Avšak finanční prostředky impéria byly limitované a změnit pustinu, tzv. Divoká pole, v kvetoucí kraj nedokázal ani mocný kníže G. A. Potěmkin. Aby vytvořil iluzi skvělého rozmachu nedávno k Rusku připojených oblastí, které byly pojmenovány Nové Rusko, pozval z Petrohradu na čtyřicet malířů, zběhlých v tehdy módní tzv. perspektivní malbě. Ti pak podél Dněpru, po němž plulo několik desítek korábů s carskou suitou, namalovali kulisy vesnic, kolem nichž se pásl dobytek, svátečně oblečení venkované mávali a zpívali písně. 
Z dálky nebylo vidět, že dobytek sotva stojí na nohou, neboť carevně ukazovali pětkrát či šestkrát totéž stádo, které v noci hnali vždy na nové místo. Podobně bylo vidět i několik pluků, které se pro větší efekt přesouvaly a defilovaly tak před panovnicí několikrát. Po cestách jely vozy naložené pytli s obilím (ve skutečnosti se však jednalo o písek), před dekoracemi vesnic stáli jako vesničané opět převlečení vojáci Potěmkinových pluků.
Ve vsích nebo městech, kudy průvod přímo projížděl, byly „pravé“ jen hlavní ulice, v průčelí bočních ulic stály opět jen kulisy. Ve vesnických chalupách se pak carevna a její doprovod nestačili divit tomu, že na stole vždy stála pečená husa. Byla to opět jedna a táž pečeně dle potřeby přenášená přes zadní dvorky. Při námořní přehlídce v Sevastopolu obstály jen první řady válečných lodí, v posledních řadách byly již jen lodě obchodní „upravené“ na bitevní koráby… Je ovšem fakt, že několik let poté ruská Černomořská flotila doslova rozstřílela největší tureckou expediční flotilu, jakou kdy Osmanská říše vyslala do Černého moře. Na turecké straně se do bitvy zapojily – a byly potopeny – i lodě tuniské a alžírské.

## Kritika
Mnozí historici o pravdivosti těchto událostí pochybovali a někteří o ní pochybují i dnes. Existují však zprávy dobových svědků, kteří potvrzují, že tyto „potěmkinské vesnice“ opravdu existovaly. Jedním ze svědků, kteří o falešných vesnicích psali ve své korespondenci, byl např. saský diplomat Georg von Helbig, který se ovšem inspekční cesty nezúčastnil a vše „odhalil“ na dálku ze Sankt Petěrburgu. Objeveny byly i dopisy samotného Potěmkina, v nichž žádal prezidenta akademie umění o urychlené dodání skupiny umělců, kteří měli namalovat kulisy vsí a staveb, jimiž panovnice projížděla. Dalším důležitým svědkem byl už výše zmíněný císař Josef II., který se s carevnou Kateřinou Velikou sešel na Krymu k politickým jednáním. Ten označil svou cestu na Krym za „halucinaci“. Samotná carevna během cesty tušila, že něco není v pořádku, ale zřejmě jí to příliš nevadilo.